# 全国専門学校サッカー連盟
全国専門学校サッカー連盟（ぜんこくせんもんがっこうサッカーれんめい）とは、日本における専門学校に所属するサッカーチームを統括する競技団体であり、全国専門学校サッカー選手権大会を運営している。

## 沿革
- 1991年 第1回全国専門学校サッカー選手権大会を実施。
- 2012年 運営大会である全国専門学校サッカー選手権大会が、全国専門学校総合体育大会に組み込まれる。

## 全国専門学校サッカー選手権歴代優勝校
最多優勝はルネス紅葉スポーツ柔整専門学校（旧：甲賀健康医療専門学校）の13回である。
- 第1回（1991年）：日本社会体育専門学校
- 第2回（1992年）：大阪社会体育専門学校
- 第3回（1993年）：日本社会体育専門学校
- 第4回（1994年）：金沢総合科学専門学校
- 第5回（1995年）：金沢総合科学専門学校
- 第6回（1996年）：金沢総合科学専門学校
- 第7回（1997年）：金沢総合科学専門学校
- 第8回（1998年）：金沢総合科学専門学校
- 第9回（1999年）：専門学校ジャパンスポーツサイエンスカレッジ
- 第10回（2000年）：日本ウェルネススポーツ専門学校
- 第11回（2001年）：日本スポーツ科学専門学校
- 第12回（2002年）：甲賀健康医療専門学校
- 第13回（2003年）：日本スポーツ科学専門学校
- 第14回（2004年）：甲賀健康医療専門学校
- 第15回（2005年）：甲賀健康医療専門学校
- 第16回（2006年）：履正社学園コミュニティ・スポーツ専門学校
- 第17回（2007年）：履正社学園コミュニティ・スポーツ専門学校
- 第18回（2008年）：甲賀健康医療専門学校
- 第19回（2009年）：甲賀健康医療専門学校
- 第20回（2010年）：履正社医療スポーツ専門学校
- 第21回（2011年）：甲賀健康医療専門学校
- 第22回（2012年）：履正社医療スポーツ専門学校
- 第23回（2013年）：履正社医療スポーツ専門学校
- 第24回（2014年）：甲賀健康医療専門学校
- 第25回（2015年）：甲賀健康医療専門学校
- 第26回（2016年）：甲賀健康医療専門学校
- 第27回（2017年）：甲賀健康医療専門学校
- 第28回（2018年）：甲賀健康医療専門学校
- 第29回（2019年）：履正社医療スポーツ専門学校
- 第30回（2020年）：新型コロナウイルスの影響により中止
- 第31回（2021年）：新型コロナウイルスの影響により中止
- 第32回（2022年）：ルネス紅葉スポーツ柔整専門学校
- 第33回（2023年）：ルネス紅葉スポーツ柔整専門学校
- 第34回（2024年）：履正社スポーツ専門学校北大阪校